# Guerra de la Plata
La guerra de la Plata (in portoghese Guerra do Prata) nota anche come la guerra contro Oribe e Rosas fu un conflitto militare in Sud America compreso tra il 1851 e il 1852. L'Impero del Brasile, l'Uruguay e le province argentine rinnegate di Entre Riós e Corrientes si scontrarono contro la Confederazione argentina. La guerra ebbe luogo come parte della rivalità tra Brasile e Argentina per la supremazia in Sud America e terminò con una vittoria per l'Impero brasiliano e i suoi alleati.

## Antefatti
Durante la guerra civile uruguaiana, il dittatore argentino Juan Manuel de Rosas intervenne a favore dei Blancos, dopo di che i brasiliani temevano che de Rosas potesse cercare l'espansione territoriale nel continente. Le truppe brasiliane intervennero a favore dei Colorados e sfollarono i Blancos e i loro alleati argentini dal territorio uruguaiano. I governi del Brasile e dell'Uruguay strinsero quindi un'alleanza con Justo José de Urquiza, leader delle province separatiste argentine di Entre Riós e Corientes, con l'obiettivo di rovesciare Juan Manuel de Rosas.

## Corso degli eventi
Grazie in gran parte alla superiorità delle forze navali brasiliane, gli argentini subirono gravi sconfitte e non furono in grado di contrastare l'avanzata delle truppe alleate a Buenos Aires. Il 3 febbraio 1852, i brasiliani e gli uruguaiani vinsero nella battaglia di Caseros. De Rosas fuggì dal suo quartier generale in tempo utile e chiese asilo all'ambasciatore britannico, che accettò la richiesta. Il dittatore rovesciato rimase in esilio in Inghilterra fino alla sua morte.

## Seguito
Con la vittoria nella guerra de la Plata, il Brasile consolidò la sua supremazia nel continente sudamericano. L'Argentina ricevette una nuova costituzione federalista nel 1853, che non fu riconosciuta dalla provincia di Buenos Aires, motivo per cui si separò temporaneamente. La situazione in Uruguay non si calmò nemmeno dopo la fine della guerra civile e rimase un paese politicamente instabile.